# 乔克
在美国和加拿大，乔克（Jock）是一种刻板印象，此類刻板印象經常形容運動員或是那些对体育和体育文化感兴趣，而对知识文化不怎么感兴趣的人。乔克一般用于高中和大学內積極参与體育运动的學生。
在北美，与乔克意思相同的类似词還有meathead、musclebrain和musclehead。这些词則是形容运动员肌肉发达，但頭腦不是很聪明（四肢发达，头脑简单），一般人和他們只能交流與运动和锻炼有关的话题，至於其他话题則和他們無法交流。